# Navegación por pestañas
En el área de las interfaces gráficas de usuario, la navegación por pestañas se refiere a la posibilidad de que varios paneles con información estén contenidos dentro de una sola ventana principal, usando pestañas para alternar entre ellos. Es posible referirse a esta como TDI, acrónimo del inglés Tabbed document interface, o Interfaz de documentos en pestañas en castellano. El acrónimo TDI implicaría cierta similitud con los estándares de Microsoft Windows para MDI (Interfaz de múltiples documentos) y SDI (Interfaz de documento único) pero la navegación por pestañas no forma parte de los lineamientos de interfaz de usuario de Microsoft Windows —Microsoft Windows User Interface Guidelines (en inglés).

## Navegación por pestañas

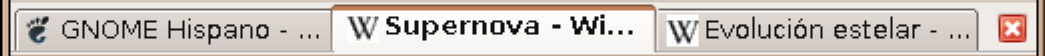
Navegación por pestañas en Mozilla Firefox

Los navegadores web son reconocidos por implementar este tipo de interfaz. Booklink Technologies fue pionero, en 1994, implementando este tipo de interfaz en su navegador web InternetWorks. Una interfaz basada en pestañas apareció luego, en 1997 en el navegador web Netcaptor. Otros navegadores web incluyen a IBrowse en 1999, Opera en 2000 (con el lanzamiento de la versión 4), Mozilla en 2001 (usando la extensión Multizilla en abril de 2001 y con una implementación nativa agregada a la versión 0.9.5 en octubre de 2001), Konqueror 3.1 en enero de 2003, y Safari en 2003. La versión 5 de OmniWeb, lanzada en agosto de 2004, incluye además de pestañas, un panel configurable con previsualizaciones de la páginas web que se están visitando. En 2006, las primeras versiones beta de Internet Explorer 7 implementaron esta característica.

## Conformidad con losLineamientos sobre interfaces de usuario de Windows
Existe un debate sobre cómo una interfaz basada en navegación por pestañas es contemplada por los Lineamientos sobre interfaces de usuario de Windows. En muchas formas, el modelo de manejo de ventanas en grupos —Workgroup window management model (en inglés)— tiene parecidos con la navegación por pestañas. Sin embargo este modelo fue agregado recientemente a los Lineamientos sobre interfaces de usuario de Windows, y muchos desarrolladores todavía prefieren ver a la interfaz de documento único e interfaz de múltiples documentos como los principales para Windows.

### Comparación con la interfaz de documento único

#### Ventajas
Una ventaja importante de la navegación por pestañas es que mantiene a varios documentos relacionados unidos en una misma ventana, en lugar de varias ventanas separadas. Otra cualidad es que varios documentos relacionados pueden ser agrupados dentro de diferentes ventanas. Usando pestañas en lugar de nuevas ventanas para mostrar el contenido implica un menor uso de recursos del sistema (aun así, tener varias pestañas activas al mismo tiempo puede producir una notorio consumo de recursos del sistema).
Algunos navegadores web que implementaron pestañas permiten al usuario retomar una sesión de navegación mostrando las páginas que se estaban visitando al momento de terminar la vez anterior.

#### Desventajas
A pesar de que la navegación por pestañas permite múltiples paneles dentro una única ventana, existen problemas con esta interfaz. Uno de ellos es cómo lidiar con varias pestañas al mismo tiempo.
Si las pestañas son ordenadas en una sola línea horizontal, estas tienden a amontonarse a medida que aumenta la cantidad (este problema también se presenta en una interfaz de documento único, sólo que se traslada a otra parte de la interfaz general).
Para solucionar el problema anterior, algunas implementaciones optan por separar las pestañas en filas cuando se supera cierto límite. Esto apareja una pérdida del espacio disponible vertical cuando hay un exceso de pestañas activas. También se crea un problema para encontrar una pestaña en particular dado que simplemente observar la posición de una pestaña no indica la relación que esta tiene con otras.

### Comparación con la interfaz de múltiples documentos

#### Ventajas
Para la gente acostumbrada a una interfaz de documento único, la interfaz de múltiples documentos puede resultar confusa dado que un panel puede terminar oculto detrás de otros. Algunas aplicaciones que implementan una interfaz de múltiples documentos carecen de una barra de tareas o menú que permita un fácil acceso a todos los paneles, por lo tanto en algunos casos un documento sólo puede ser encontrado luego de cerrar todos los demás. Por el otro lado, las pestañas están siempre maximizadas, y todas las aplicaciones que implementan navegación por pestañas tienen una barra de tareas o menú para facilitar el acceso a cada documento.

#### Desventajas
En una implementación pura de navegación por pestañas, los paneles deben estar siempre maximizados dentro de su ventana principal, por lo que dos documentos no pueden ser visibles al mismo tiempo. Esto dificulta comparar dos documentos o copiar y pegar información entre ellos. Una interfaz de múltiples documentos permite acomodar los paneles en mosaico o cascada, evitando este problema.
Para solventar este problema, algunas aplicaciones han realizado híbridos de interfaz de múltiples documentos y navegación por pestañas. El navegador web Opera usa pestañas por defecto, pero tiene una implementación de interfaz de múltiples documentos que permite ordenar en mosaico o cascada, o apilar un grupo de pestañas en una sola pestaña. También puede funcionar como una interfaz de documento único. Otros navegadores como Mozilla Firefox y Netcaptor permiten tener activas varias instancias del programa permitiendo ordenar las pestañas en diferentes ventanas principales —en estos casos se sacaría provecho de la interfaz de múltiples documentos nativa del sistema operativo.
Por otro lado, versiones recientes de XEmacs y Microsoft Visual Studio proveen una interfaz híbrida que permite separar la ventana principal en varios paneles, cada uno conteniendo su propio grupo de pestañas. El gestor de ventanas Ion WM permite hace lo mismo con el escritorio completo.
Estos híbridos proveen los mejor de cada tipo de interfaz, aunque puede resultar difícil para ciertos usuarios acostumbrarse.
Otro problema importante es que las pestañas son procesos que se interfieren entre sí, provocando inestabilidad del programa, esto sucede la totalidad de los programas que incorporan esta función; una solución es gestionar las pestañas como procesos separados, Google Chrome es el primer navegador con esta función, en caso de que la pestaña se "cuelgue" no afecta a las otras, esta innovación es de suma importancia, ya ha sido implementada en Apple Safari y es posible que sea implementada en el resto de los navegadores.

## Ejemplos de aplicaciones

### Navegadores web
- Avant Browser
- Camino
- Crazy Browser
- ELinks

### Editores de texto
- BBEdit
- Crimson Editor
- Editpad
- EditPlus
- EmEditor
- Gedit
- Kate
- Lotus Word Pro
- Microsoft Visual Studio .Net
- Microsoft Word (instalando el plugin de Intellilabs)
- NEdit
- Notepad++
- NoteTab
- Programmer's Notepad
- PSPad
- SciTE
- TextMate
- TextPad
- UltraEdit
- Vim 7

### Programas de presentaciones
- Microsoft PowerPoint (instalando el plugin de Intellilabs)

### Hojas de cálculo
- LibreOffice Calc
- OpenOffice.org Calc
- Gnumeric
- Microsoft Excel

### Mensajería instantánea
- Adium
- Fire (mensajería instantánea)
- Gaim
- Gajim
- Kopete
- Licq (con el plugin QT)
- Miranda IM (instalando un plugin)
- Windows Live Messenger (versiones 2011 y 2012)
- Pidgin_(software)
- Proteus (mensajería instantánea)
- Psi (cliente de mensajería instantánea)
- Trillian
- aMSN

### Terminales
- Gnome Terminal
- Konsole
- Mrxvt

### Gestor de ventanas
- Ion WM
- Fluxbox
- PekWM
- PWM (gestor de ventanas)